# سقانفارگلیرد
سقانفارگلیرد مربوط به دوره قاجار است و در شهرستان محمودآباد، بخش مرکزی، دهستان اهلمرستاق جنوبی، روستای گلیرد واقع شده و این اثر در تاریخ ۱۴ اسفند ۱۳۸۵ با شمارهٔ ثبت ۱۷۸۰۳ به‌عنوان یکی از آثار ملی ایران به ثبت رسیده است.